# 雨花茶
雨花茶是原产于清末江寧縣（今南京市）的绿茶茶叶，因其境内的雨花台而得名。

## 历史
1907年，清朝江苏道员郑世璜在江寧縣钟山附近设立江南植茶公所，它是一个国营茶叶试验与生产机构，也是中国第一个官办茶叶科研机构，被视为中国近代茶叶科技的开端。中华民国时期，茶园进一步扩大。中华人民共和国成立后，20世纪50年代，当地政府对民国时遗留下来的47亩茶园进行复垦维护。
1958年，中华人民共和国政府号召适宜茶树种植的地区大力发展茶叶生产，南京市政府相关部门经过调查研究，向江苏省和南京市领导提出新创名特茶的请求，很快得到批准，并提出“创制名特茶，纪念革命先烈，向国庆十周年献礼”的目标。1958年，“江苏省名特茶创制委员会”成立，经过讨论，茶叶定型为松针形状，并以“雨花茶”命名，二者均有纪念革命先烈之含义。1959年4月20日，首批雨花茶炒制成功。此后雨花茶多次在中国国内评选中被评为“全国名茶”。2004年，雨花茶成为中国地理标志产品。

## 产地
2004年列入中国地理标志产品。，根据中国《地理标志产品 雨花茶》（GB/T 20605-2006）国家标准，南京市内以下区域生产的茶叶才可被称为“雨花茶”：
- 中山陵园
- 雨花台烈士陵园
- 江宁区
- 溧水区（原溧水县）
- 高淳区（原高淳县）
- 浦口区
- 六合区
- 雨花台区
- 栖霞区

## 制作
优质雨花茶讲究使用清明节前后采摘的初展一芽一叶，不采空心芽、病虫芽及雨水芽等；芽叶长度不超过3cm，芽与叶的长度比介于1:3到2:3之间，角度不大于45°。与其它炒青绿茶制作方法类似，传统的手工制作雨花茶要经过杀青、揉捻、搓条（整形干燥）、毛茶加工（筛分和烘培）等工序。随着机械工业的发展，使用现代制茶机器制作的雨花茶越来越多，2010年时占雨花茶总产量的90%。

## 保护
2006年11月3日，《地理标志产品 雨花茶》（GB/T 20605-2006）国家标准发布，并于次年。该标准规定了雨花茶的产区、生长条件及制作、储运方法。该标准为推荐性标准，不具有强制约束力。
2016年，雨花茶制作技艺以“绿茶制作技艺（雨花茶制作技艺）”之名义被列入江苏省第四批省级非物质文化遗产名录的扩展项目名录。